# Johan Sylvester Saxtorph
Johan Sylvester Saxtorph, född 27 oktober 1772 i Köpenhamn, död 22 april 1840, var en dansk läkare och professor. Han var son till Matthias Saxtorph och far till Matthias Hieronymus Saxtorph.
Saxtorph dimitterades privat till universitetet i Köpenhamn 1788 och tog 1792 kirurgisk examen. Samma år blev han kirurgie kandidat på Frederiks Hospital och dessutom assistent till sin far, där han blev lektor vid barnmorskeskolan på barnbördshuset (Fødselsstiftelsen). År 1793 tog han medicinsk examen. Han var nu välmeriterad kirurgisk kandidat och sökte därför anställning som reservkirurg vid Det Kongelige Kirurgiske Akademi, men han blev flera gånger förbigången av yngre och oexaminerade kandidater, eventuellt på grund av akademiens fientliga inställning till hans far. Å andra sidan fick han starkt stöd av den medicinska fakulteten, vars inflytelserika dekanus hans far också var. Efter att Saxtorph 1795 under sin fars presidium försvarade sin doktorsavhandling om  obstetriska instrument, och därefter blivit promoverad av fadern som då var universitetets rektor, blev han utsänd på en lång studieresa med ett extraordinärt stipendium. Då anatomiprofessorn Magnus Horrebow året därpå avled, engagerade sig fakulteten för att Saxtorph vid sin återkomst skulle tilldelas professuren, med villkoret att hans far under mellantiden skulle upprätthålla undervisningen i anatomi. Planerna lyckades, och då Johan Sylvester Saxtorph, som i utlandet hade fått stor uppmärksamhet som den berömde Matthias Saxtorphs son, kom hem som medlem av olika lärda sällskap, blev han 1799 utnämnd till professor extraordinarius i kirurgi och obstetrik. Då fadern året därpå avled övertog sonen dennes tjänst som stadsackuschör samt ackuschör vid barnbördshuset och läkare vid vårdhemmet för späda barn (Plejestiftelsen). Han blev samtidigt medlem av direktionen för dessa stiftelser liksom medlem av barnmorskekommissionen och danska Collegium medicum. År 1801 blev han distriktsläkare i Köpenhamn, år 1803 medlem av det nyinrättade Sundhedskollegiet och åt 1805, då Johan Clemens Tode slutade sin tjänst, ordinarie professor och konsistorieassessor. 
Redan som ung Saxtorph hade Saxtorph alltså att gå i sin fars fotspår, men han var inte vuxen den utmaning det innebar. Han var en intelligent och välutbildad man, därtill utrustad med sympatiska egenskaper som läkare och uppskattad som sådan, men i direkt motsättning till fadern, saknade han vetenskaplig drivkraft och intresse. I litterärt hänseende presterade han under sin professorstid ingen egen forskning att tala om, utan bara översedda nya utgåvor av faderns barnmorskeböcker samt några små och obetydliga avhandlingar i tidskrifterna Fysisk, økonomisk og medico-kirurgisk Bibliothek, Medicinske Selskabs Acta och Bibliothek for Læger.
Även som barnbördshusets ackuschör och universitetslärare följde han de av sin far utlagda spåren men höll sig inte informerad om utvecklingen. Han följde heller inte de allt ökande kraven på metodisk klinisk undervisning för medicinstudenterna, krav som under 1830-talet blev allt starkare. Kraven kom bland annat av de svåra förhållanden som rådde på barnbördshuset på grund av grasserande och våldsamma epidemier av barnsängsfeber. De åtgärder som Saxtorph vidtog för att begränsa skadorna detta vållade gav inget resultat, något som även var fallet med alla de samtida ansträngningarna vid utländska barnbördshus. Hans sista tjänstetid förbittrades av anonyma angrepp på hans ledning av barnbördshuset. 
Dessa olyckliga förhållanden och brister inverkade dock inte på hans officiella karriär. Efter att ha blivit consistorialis var han i flera perioder universitetets rektor. År 1819 blev han medlem av Videnskabernes Selskab, år 1822 hedersmedlem av det Kongl. Medicinske Selskab, år 1823 medlem av direktionen för det Classenske Litteraturselskab, år 1826 etatsråd, år 1831 medlem av Frederiks Hospitals direktion och år 1836 konferensråd. Han blev 1836 ledamot av svenska Vetenskapsakademien.